# Voo KLM 592
O Voo KLM 592 era um voo regular de passageiros realizado por um Douglas DC-6 da KLM, do Aeroporto Roma-Ciampino para o Aeroporto Internacional de Frankfurt. Em 22 de março de 1952, sábado, o Voo 592 caiu na aproximação final no Aeroporto de Frankfurt por volta das 10:45, hora local. 45 das 47 pessoas a bordo do DC-6 morreram.

## Aeronave
O Voo 592 da KLM foi operado usando um Douglas DC-6 prefixo PH-TPJ. A aeronave voou pela primeira vez em 1948. Essa foi a 12ª perda de um DC-6, o 8º acidente fatal e o 4º pior acidente com o modelo (na época, agora o pior do 20º). Após a queda, a aeronave foi declarada como perda do casco, por ter sido danificada além do reparo.

## Acidente
O Voo 592 partiu do Aeroporto Roma-Ciampino e se dirigiu ao Aeroporto Internacional de Frankfurt, por volta das 10:38, horário local. A tripulação do Voo 592 contatou o Controle de Tráfego Aéreo de Frankfurt e relatou que estavam a 4000 pés. 7 minutos depois, por volta das 10:45, a tripulação relatou que estava se aproximando e descendo a 2.460 pés. Nada mais foi ouvido sobre o voo depois disso. Cerca de cinco minutos depois, a aeronave colidiu em árvores e caiu em uma floresta. Das 47 pessoas a bordo, 45 morreram no acidente. Os sobreviventes eram um tripulante e um passageiro.